# Diego Barreto (judoka)
Diego Barreto (5 de marzo de 1982) es un deportista australiano que compitió en judo. Ganó tres medallas en el Campeonato de Oceanía de Judo entre los años 2015 y 2017.

## Palmarés internacional
| Campeonato de Oceanía | Campeonato de Oceanía | Campeonato de Oceanía | Campeonato de Oceanía |
| Año                   | Lugar                 | Medalla               | Categoría             |
| --------------------- | --------------------- | --------------------- | --------------------- |
| 2015                  | Païta (Francia)       | Medalla de plata      | –90 kg                |
| 2016                  | Canberra (Australia)  | Medalla de plata      | –90 kg                |
| 2017                  | Nukualofa (Tonga)     | Medalla de bronce     | –90 kg                |